# Arctic Race of Norway 2019
L'Arctic Race of Norway 2019 est la 7e édition de cette course cycliste masculine sur route. Elle a lieu du 15 août 2019 au 18 août 2019 en Norvège et fait partie du calendrier UCI Europe Tour 2019 en catégorie 2.HC.

## Équipes
| WorldTeams (4)- Astana - Dimension Data - Katusha-Alpecin - Team Jumbo-Visma Équipes continentales professionnelles (13)- Cofidis, Solutions Crédits - Arkéa-Samsic - Total Direct Énergie - Wanty-Groupe Gobert - Riwal Readynez - Euskadi Basque Country-Murias - Israel Cycling Academy - Vital Concept-B&B Hotels - Rally UHC Cycling - Sport Vlaanderen-Baloise - Delko-Marseille Provence - Wallonie Bruxelles - Corendon-Circus Équipes continentales (3)- Joker Fuel of Norway - Coop - Uno-X Norwegian Development |
| |

## Étapes
| Étape     | Date    | Villes étapes         |  | Distance (km) | Vainqueur d’étape    | Leader du classement général |
| --------- | ------- | --------------------- |  | ------------- | -------------------- | ---------------------------- |
| 1re étape | 15 août | Å – Leknes            |  | 182           | Mathieu van der Poel | Mathieu van der Poel         |
| 2e étape  | 16 août | Henningsvær – Svolvær |  | 168,5         | Bryan Coquard        | Mathieu van der Poel         |
| 3e étape  | 17 août | Sortland              |  | 176,5         | Odd Christian Eiking | Warren Barguil               |
| 4e étape  | 18 août | Lødingen – Narvik     |  | 166,5         | Markus Hoelgaard     | Alexey Lutsenko              |

## Déroulement de la course

### 1reétape
Mathieu van der Poel gagne l'étape au sprint et endosse le maillot soleil de minuit.
| \| Classement de l'étape \| Classement de l'étape \| Classement de l'étape \| Classement de l'étape \| Classement de l'étape \| \| Coureur \| Coureur \| Pays \| Équipe \| Temps \| \| --------------------- \| --------------------- \| --------------------- \| ------------------------ \| --------------------- \| \| 1er \| Mathieu van der Poel \| Pays-Bas \| Corendon-Circus \| 3 h 45 min 14 s \| \| 2e \| Danny van Poppel \| Pays-Bas \| Team Jumbo-Visma \| + 0 s \| \| 3e \| Andrea Pasqualon \| Italie \| Wanty-Gobert \| + 0 s \| \| 4e \| Benjamin Declercq \| Belgique \| Sport Vlaanderen-Baloise \| + 0 s \| \| 5e \| Krists Neilands \| Lettonie \| Israel Cycling Academy \| + 0 s \| |                      |          |                          |                 |
| |                      |          |                          |                 |
| Source : ProCyclingStats |                      |          |                          |                 |
| Classement de l'étape |                      |          |                          |                 |
| Coureur | Coureur              | Pays     | Équipe                   | Temps           |
| 1er | Mathieu van der Poel | Pays-Bas | Corendon-Circus          | 3 h 45 min 14 s |
| 2e | Danny van Poppel     | Pays-Bas | Team Jumbo-Visma         | + 0 s           |
| 3e | Andrea Pasqualon     | Italie   | Wanty-Gobert             | + 0 s           |
| 4e | Benjamin Declercq    | Belgique | Sport Vlaanderen-Baloise | + 0 s           |
| 5e | Krists Neilands      | Lettonie | Israel Cycling Academy   | + 0 s           |

| \| Classement général \| Classement général \| Classement général \| Classement général \| Classement général \| \| Coureur \| Coureur \| Pays \| Équipe \| Temps \| \| ------------------ \| -------------------- \| ------------------ \| --------------------------- \| ------------------ \| \| 1er \| Mathieu van der Poel \| Pays-Bas \| Corendon-Circus \| 3 h 45 min 04 s \| \| 2e \| Alexey Lutsenko \| Kazakhstan \| Astana \| + 3 s \| \| 3e \| Danny van Poppel \| Pays-Bas \| Team Jumbo-Visma \| + 4 s \| \| 4e \| Andrea Pasqualon \| Italie \| Wanty-Gobert \| + 5 s \| \| 5e \| Markus Hoelgaard \| Norvège \| Uno-X Norwegian Development \| + 6 s \| |                      |            |                             |                 |
| |                      |            |                             |                 |
| Source : ProCyclingStats |                      |            |                             |                 |
| Classement général |                      |            |                             |                 |
| Coureur | Coureur              | Pays       | Équipe                      | Temps           |
| 1er | Mathieu van der Poel | Pays-Bas   | Corendon-Circus             | 3 h 45 min 04 s |
| 2e | Alexey Lutsenko      | Kazakhstan | Astana                      | + 3 s           |
| 3e | Danny van Poppel     | Pays-Bas   | Team Jumbo-Visma            | + 4 s           |
| 4e | Andrea Pasqualon     | Italie     | Wanty-Gobert                | + 5 s           |
| 5e | Markus Hoelgaard     | Norvège    | Uno-X Norwegian Development | + 6 s           |

### 2eétape
Une échappée de quatre coureurs (Håkon Aalrust, Henrik Evensen, Tobias Kongstad, Erik Nordsæter Resell) obtiennent jusqu'à 3 min 30 s devant un peloton emmené par l'équipe Corendon Circus du maillot de leader, Johan Le Bon (Vital Concept-B&B Hotels) prend aussi part à la poursuite. Resell se fait rattraper avant le sprint de bonification, remporté par Markus Hoelgaard. Ce dernier continue jusqu'au deux derniers kilomètres, le peloton est emmené par les Cofidis. Laporte démarre le sprint et Coquard est juste derrière et le dépasse. Van der Poel vient s'intercaler entre les deux coureurs français.
| \| Classement de l'étape \| Classement de l'étape \| Classement de l'étape \| Classement de l'étape \| Classement de l'étape \| \| Coureur \| Coureur \| Pays \| Équipe \| Temps \| \| --------------------- \| --------------------- \| --------------------- \| -------------------------- \| --------------------- \| \| 1er \| Bryan Coquard \| France \| Vital Concept-B&B Hotels \| 3 h 15 min 41 s \| \| 2e \| Mathieu van der Poel \| Pays-Bas \| Corendon-Circus \| + 0 s \| \| 3e \| Christophe Laporte \| France \| Cofidis, Solutions Crédits \| + 0 s \| \| 4e \| August Jensen \| Norvège \| Israel Cycling Academy \| + 0 s \| \| 5e \| Louis Bendixen \| Danemark \| Team Coop \| + 0 s \| |                      |          |                            |                 |
| |                      |          |                            |                 |
| Source : ProCyclingStats |                      |          |                            |                 |
| Classement de l'étape |                      |          |                            |                 |
| Coureur | Coureur              | Pays     | Équipe                     | Temps           |
| 1er | Bryan Coquard        | France   | Vital Concept-B&B Hotels   | 3 h 15 min 41 s |
| 2e | Mathieu van der Poel | Pays-Bas | Corendon-Circus            | + 0 s           |
| 3e | Christophe Laporte   | France   | Cofidis, Solutions Crédits | + 0 s           |
| 4e | August Jensen        | Norvège  | Israel Cycling Academy     | + 0 s           |
| 5e | Louis Bendixen       | Danemark | Team Coop                  | + 0 s           |

| \| Classement général \| Classement général \| Classement général \| Classement général \| Classement général \| \| Coureur \| Coureur \| Pays \| Équipe \| Temps \| \| ------------------ \| -------------------- \| ------------------ \| --------------------------- \| ------------------ \| \| 1er \| Mathieu van der Poel \| Pays-Bas \| Corendon-Circus \| 7 h 16 min 09 s \| \| 2e \| Alexey Lutsenko \| Kazakhstan \| Astana \| + 9 s \| \| 3e \| Markus Hoelgaard \| Norvège \| Uno-X Norwegian Development \| + 9 s \| \| 4e \| Andrea Pasqualon \| Italie \| Wanty-Gobert \| + 11 s \| \| 5e \| Christophe Laporte \| France \| Cofidis, Solutions Crédits \| + 12 s \| |                      |            |                             |                 |
| |                      |            |                             |                 |
| Source : ProCyclingStats |                      |            |                             |                 |
| Classement général |                      |            |                             |                 |
| Coureur | Coureur              | Pays       | Équipe                      | Temps           |
| 1er | Mathieu van der Poel | Pays-Bas   | Corendon-Circus             | 7 h 16 min 09 s |
| 2e | Alexey Lutsenko      | Kazakhstan | Astana                      | + 9 s           |
| 3e | Markus Hoelgaard     | Norvège    | Uno-X Norwegian Development | + 9 s           |
| 4e | Andrea Pasqualon     | Italie     | Wanty-Gobert                | + 11 s          |
| 5e | Christophe Laporte   | France     | Cofidis, Solutions Crédits  | + 12 s          |

### 3eétape
Erlend Blikra, Bryan Coquard, Kristian Sbaragli, Danny van Poppel, Thimo Willems ont jusqu'à 2 min 10 s. Le peloton est emmené par les équipes Astana et Katusha. Coquard se relève après le dernier sprint, ses compagnons d'échappés continuent jusqu'au Stroheia quand Håkon Aalrust les rattrape, lui-même est repris par Loïc Vliegen dans les trois derniers kilomètres. Sindre Lunke et Hugo Houle, puis Warren Barguil attaquent, van der Poel et Lutsenko reviennent à l'avant. Barguil et Lutsenko sortent ensemble, et forment un quatuor avec Houle et Eiking. Calmejane, Slagter et Neilands reviennent sur le quatuor à 500 m. Eiking attaque à 350 m, Barguil est seul derrière et arrive second devant Lutsenko, le coureur français endosse le maillot soleil de minuit.
| \| Classement de l'étape \| Classement de l'étape \| Classement de l'étape \| Classement de l'étape \| Classement de l'étape \| \| Coureur \| Coureur \| Pays \| Équipe \| Temps \| \| --------------------- \| --------------------- \| --------------------- \| ---------------------- \| --------------------- \| \| 1er \| Odd Christian Eiking \| Norvège \| Wanty-Gobert \| 4 h 07 min 32 s \| \| 2e \| Warren Barguil \| France \| Arkéa-Samsic \| + 5 s \| \| 3e \| Alexey Lutsenko \| Kazakhstan \| Astana \| + 13 s \| \| 4e \| Lilian Calmejane \| France \| Total Direct Énergie \| + 17 s \| \| 5e \| Krists Neilands \| Lettonie \| Israel Cycling Academy \| + 17 s \| |                      |            |                        |                 |
| |                      |            |                        |                 |
| Source : ProCyclingStats |                      |            |                        |                 |
| Classement de l'étape |                      |            |                        |                 |
| Coureur | Coureur              | Pays       | Équipe                 | Temps           |
| 1er | Odd Christian Eiking | Norvège    | Wanty-Gobert           | 4 h 07 min 32 s |
| 2e | Warren Barguil       | France     | Arkéa-Samsic           | + 5 s           |
| 3e | Alexey Lutsenko      | Kazakhstan | Astana                 | + 13 s          |
| 4e | Lilian Calmejane     | France     | Total Direct Énergie   | + 17 s          |
| 5e | Krists Neilands      | Lettonie   | Israel Cycling Academy | + 17 s          |

| \| Classement général \| Classement général \| Classement général \| Classement général \| Classement général \| \| Coureur \| Coureur \| Pays \| Équipe \| Temps \| \| ------------------ \| ------------------ \| ------------------ \| ---------------------- \| ------------------ \| \| 1er \| Warren Barguil \| France \| Arkéa-Samsic \| 11 h 23 min 56 s \| \| 2e \| Alexey Lutsenko \| Kazakhstan \| Astana \| + 3 s \| \| 3e \| Krists Neilands \| Lettonie \| Israel Cycling Academy \| + 15 s \| \| 4e \| Lilian Calmejane \| France \| Total Direct Énergie \| + 18 s \| \| 5e \| Hugo Houle \| Canada \| Astana \| + 30 s \| |                  |            |                        |                  |
| |                  |            |                        |                  |
| Source : ProCyclingStats |                  |            |                        |                  |
| Classement général |                  |            |                        |                  |
| Coureur | Coureur          | Pays       | Équipe                 | Temps            |
| 1er | Warren Barguil   | France     | Arkéa-Samsic           | 11 h 23 min 56 s |
| 2e | Alexey Lutsenko  | Kazakhstan | Astana                 | + 3 s            |
| 3e | Krists Neilands  | Lettonie   | Israel Cycling Academy | + 15 s           |
| 4e | Lilian Calmejane | France     | Total Direct Énergie   | + 18 s           |
| 5e | Hugo Houle       | Canada     | Astana                 | + 30 s           |

### 4eétape
Warren Barguil prend les premières secondes de bonification. En milieu d'étape, un groupe de quatorze coureurs n'a qu'une trentaine de secondes. Pascal Eenkhoorn relance et entraîne la formation d'un groupe avec Jonas Hvideberg, Tom-Jelte Slagter, Andreas Vangstad, Tom Van Asbroeck, Otto Vergaerde. Johan Le Bon est en poursuite avec Kenny Molly et Pavel Kochetkov. Dans la deuxième montée du Skistua, le peloton emmené par Eiking reprend les échappés. Lutsenko va chercher les dernières secondes de bonifications sur la ligne d'arrivée devant Barguil. Amund Grøndahl Jansen ramène le peloton en tête. Hoelgaard attaque à la fin de la dernière montée. Lutsenko puis Calmejane tente de sortir du groupe de poursuite. Seul Jansen revient sur Hoelgaard qui remporte l'étape. Lutsenko termine troisième, derrière lui Barguil arrive à moins d'un vélo et cela lui est compter pour une seconde d'écart. Ainsi le Kazakh remporte le classement général. Neilands complète le podium.
| \| Classement de l'étape \| Classement de l'étape \| Classement de l'étape \| Classement de l'étape \| Classement de l'étape \| \| Coureur \| Coureur \| Pays \| Équipe \| Temps \| \| --------------------- \| --------------------- \| --------------------- \| --------------------------- \| --------------------- \| \| 1er \| Markus Hoelgaard \| Norvège \| Uno-X Norwegian Development \| 3 h 35 min 32 s \| \| 2e \| Amund Grøndahl Jansen \| Norvège \| Team Jumbo-Visma \| + 0 s \| \| 3e \| Alexey Lutsenko \| Kazakhstan \| Astana \| + 3 s \| \| 4e \| Warren Barguil \| France \| Arkéa-Samsic \| + 4 s \| \| 5e \| Kristian Sbaragli \| Italie \| Israel Cycling Academy \| + 4 s \| |                       |            |                             |                 |
| |                       |            |                             |                 |
| Source : ProCyclingStats |                       |            |                             |                 |
| Classement de l'étape |                       |            |                             |                 |
| Coureur | Coureur               | Pays       | Équipe                      | Temps           |
| 1er | Markus Hoelgaard      | Norvège    | Uno-X Norwegian Development | 3 h 35 min 32 s |
| 2e | Amund Grøndahl Jansen | Norvège    | Team Jumbo-Visma            | + 0 s           |
| 3e | Alexey Lutsenko       | Kazakhstan | Astana                      | + 3 s           |
| 4e | Warren Barguil        | France     | Arkéa-Samsic                | + 4 s           |
| 5e | Kristian Sbaragli     | Italie     | Israel Cycling Academy      | + 4 s           |

## Classements finals

### Classement général final
| \| Classement général \| Classement général \| Classement général \| Classement général \| Classement général \| \| Coureur \| Coureur \| Pays \| Équipe \| Temps \| \| ------------------ \| --------------------- \| ------------------ \| --------------------------- \| ------------------ \| \| 1er \| Alexey Lutsenko \| Kazakhstan \| Astana \| 14 h 59 min 27 s \| \| 2e \| Warren Barguil \| France \| Arkéa-Samsic \| + 1 s \| \| 3e \| Krists Neilands \| Lettonie \| Israel Cycling Academy \| + 19 s \| \| 4e \| Lilian Calmejane \| France \| Total Direct Énergie \| + 23 s \| \| 5e \| Hugo Houle \| Canada \| Astana \| + 40 s \| \| 6e \| Sindre Lunke \| Norvège \| Riwal Readynez \| + 42 s \| \| 7e \| Markus Hoelgaard \| Norvège \| Uno-X Norwegian Development \| + 43 s \| \| 8e \| Amund Grøndahl Jansen \| Norvège \| Team Jumbo-Visma \| + 51 s \| \| 9e \| Enrico Gasparotto \| Italie \| Dimension Data \| + 53 s \| \| 10e \| Steve Cummings \| Royaume-Uni \| Dimension Data \| + 1 min 12 s \| |                       |             |                             |                  |
| |                       |             |                             |                  |
| Source : ProCyclingStats |                       |             |                             |                  |
| Classement général |                       |             |                             |                  |
| Coureur | Coureur               | Pays        | Équipe                      | Temps            |
| 1er | Alexey Lutsenko       | Kazakhstan  | Astana                      | 14 h 59 min 27 s |
| 2e | Warren Barguil        | France      | Arkéa-Samsic                | + 1 s            |
| 3e | Krists Neilands       | Lettonie    | Israel Cycling Academy      | + 19 s           |
| 4e | Lilian Calmejane      | France      | Total Direct Énergie        | + 23 s           |
| 5e | Hugo Houle            | Canada      | Astana                      | + 40 s           |
| 6e | Sindre Lunke          | Norvège     | Riwal Readynez              | + 42 s           |
| 7e | Markus Hoelgaard      | Norvège     | Uno-X Norwegian Development | + 43 s           |
| 8e | Amund Grøndahl Jansen | Norvège     | Team Jumbo-Visma            | + 51 s           |
| 9e | Enrico Gasparotto     | Italie      | Dimension Data              | + 53 s           |
| 10e | Steve Cummings        | Royaume-Uni | Dimension Data              | + 1 min 12 s     |

### Évolution des classements
| Étape              | Vainqueur            | Classement général   | Classement par points | Classement de la montagne | Classement du meilleur jeune | Classement par équipes   | Prix de la combativité  |
| ------------------ | -------------------- | -------------------- | --------------------- | ------------------------- | ---------------------------- | ------------------------ | ----------------------- |
| 1                  | Mathieu van der Poel | Mathieu van der Poel | Mathieu van der Poel  | Steve Cummings            | Mathieu van der Poel         | Sport Vlaanderen-Baloise | Alexey Lutsenko         |
| 2                  | Bryan Coquard        | Mathieu van der Poel | Mathieu van der Poel  | Steve Cummings            | Mathieu van der Poel         | Sport Vlaanderen-Baloise | Erik Resell             |
| 3                  | Odd Christian Eiking | Warren Barguil       | Mathieu van der Poel  | Steve Cummings            | Krists Neilands              | Astana                   | Erlend Blikra           |
| 4                  | Markus Hoelgaard     | Alexey Lutsenko      | Alexey Lutsenko       | Odd Christian Eiking      | Krists Neilands              | Astana                   | Jonas Iversby Hvideberg |
| Classements finals | Classements finals   | Alexey Lutsenko      | Alexey Lutsenko       | Odd Christian Eiking      | Krists Neilands              | Astana                   | non décerné             |